# Gogra

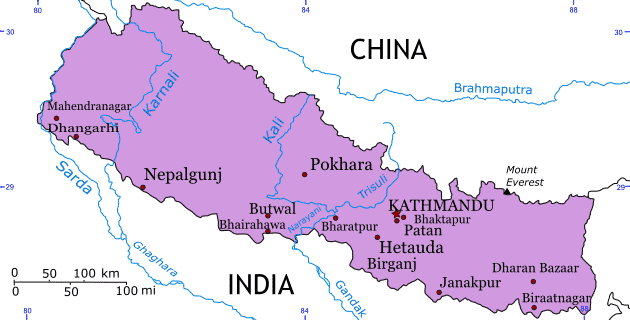
Royal Bardia National Park.

El riu Gogra, Ghaghra, Ghagra, Karnali (que vol dir «riu turquesa», nom emprat a Uttarakhand) o Kauriala o Manchu (noms emprats a Nepal) i localment en algun punt Khakra (literalment aigua sagrada de la muntanya sagrada) és un riu que s'origina a l'altiplà tibetà a la glacera de Mapchachungo, a 3962 metres, prop del llac Manasarovar. En xinès s'anomena K'ung-ch'iao Ho.
Deixa el Tibet pel Takla Khar o Yari Pass, i corre per Nepal generalment en direcció sud o sud-est passant per una pintoresca gorga coneguda com a Shisha Pani (Aigues de Cristall); segueix el seu curs formant alguns ràpids i més endavant es divideix en dos, la part occidental anomenada encara Kauriala i l'oriental Girwa.
Al Nepal no passa per grans ciutats. A l'Índia les principals són Akabarpur, Ayodhya Faizabad, Bahraich, Barabanki, Basti, Deoria, Dohrighat, Gonda, Gorakhpur, Khaililabad, Sitapur, Siddharthnagar, Saint Kabir Nagar i Tanda a Uttar Pradesh i Chapra, Deoria, Siwan, Saran i Sonepur a Bihar.
Al Nepal rep com afluents al Seti, el Bheri, el Rapti Oriental i el Petit Gandak, passa les muntanyes Shiwalik, i es divideix en dues branques que es retroben (el Geruva i el Karaulia) formant el Gogra propi.
En entrar a l'Índia rep el Mohan; després rep diversos tributaris: per l'oest el Girwa (abans separat) i per l'est el Chauka i el Sarda o Sarju. En el punt en què s'uneix a aquest darrer agafa el nom de Gogra i sota aquest nom desaigua al Ganges a 25° 46′ N, 84° 40′ E / 25.767°N,84.667°E prop de Dinapore. És navegable per bots de fins a 17 tones, dins l'Índia.
La seva conca passa per diversos parcs nacionals sent els principals el Shey Phoksundo National Park, el Rara National Park, i el Royal Bardia Wildlife Park. Recorre 507 km al Nepal i 1080 km en total.

## Galeria

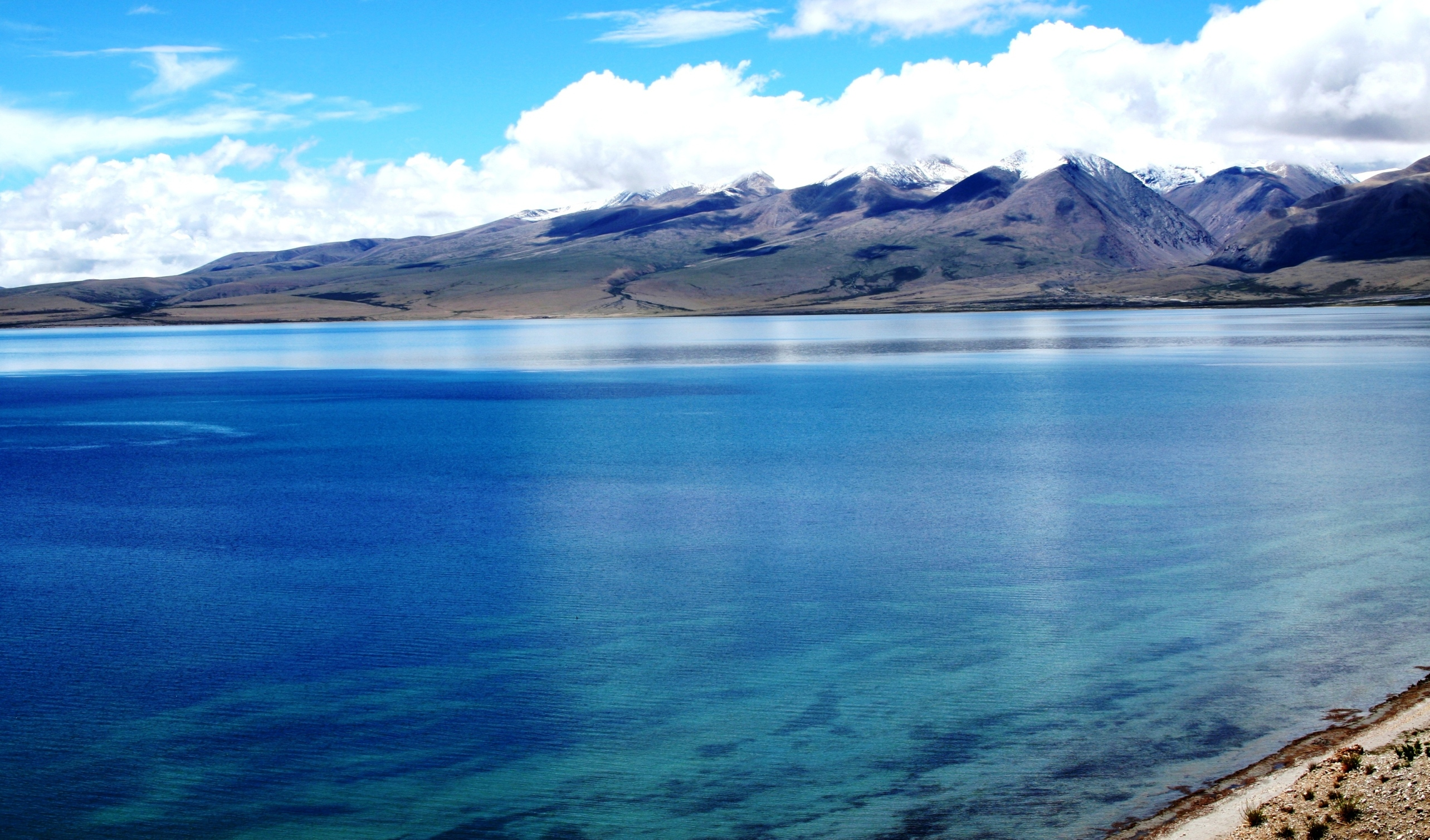
Karnali/Gogra
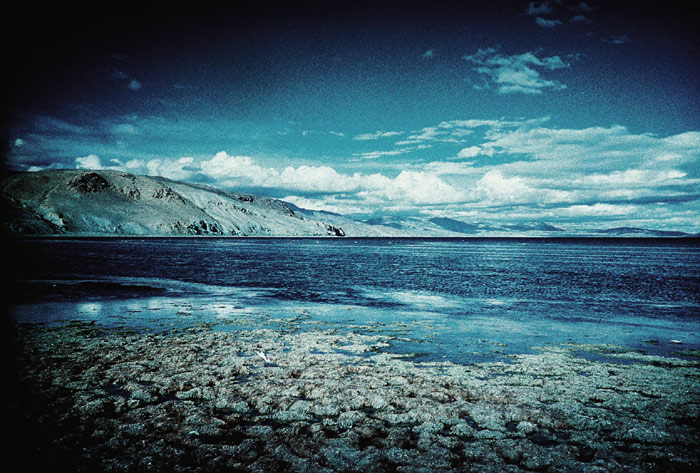
Origen del karnali/Gogra
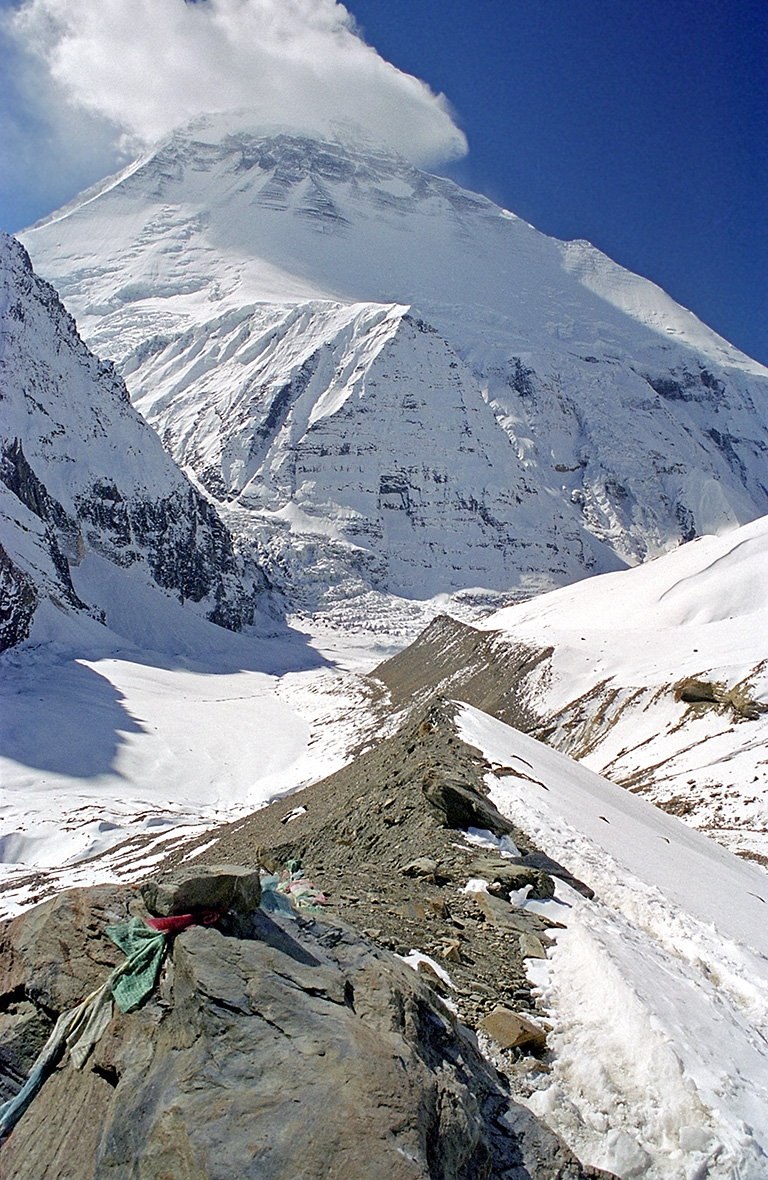
Karnali/Gogra
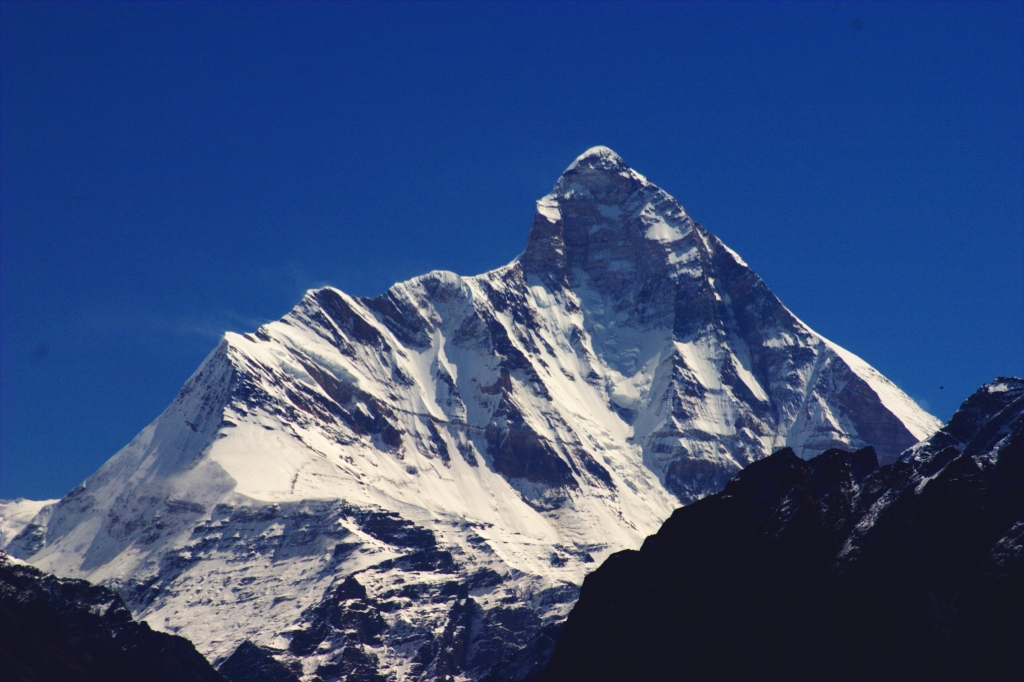
Karnali/Gogra